# Gamazada
Se denomina Gamazada a la reacción popular acontecida en Navarra (España) en 1893 y 1894, cuando el ministro de Hacienda del gobierno del Partido Liberal de Sagasta, Germán Gamazo, pretendió suprimir el régimen fiscal foral de Navarra que se había establecido mediante la Ley Paccionada de 1841. Generó una alta movilización por parte del pueblo navarro y sus instituciones, con manifestaciones y recogida de firmas.

## Antecedentes
Germán Gamazo, ministro de Hacienda, presenta el 10 de mayo de 1893 el proyecto de Ley de Presupuestos Generales a aplicar en 1894. Dentro del primer párrafo el artículo 17 decía textualmente:

«El Gobierno usará inmediatamente la autorización que le otorga el art. 8º de la ley de 11 de julio de 1877 para aplicar a la provincia de Navarra las contribuciones, rentas e impuestos que actualmente rigen y los que por la presente ley se crean en las demás provincias del reino.»

Tal artículo era una equiparación al resto de provincias españolas «haciendo abstracción de su régimen foral». Unos días antes en la prensa local (El Tradicionalista y La Lealtad Navarra) se habían «hecho eco» ante rumores recibidos en este sentido. Como reacción ante el impacto de esta noticia en Navarra se sucedieron una serie de acontecimientos. Esta «protesta navarra contra los planes del ministro de Hacienda reciben el nombre de Gamazada.»

## Protesta navarra
La Diputación de Navarra –que era liberal cuarentaiunista– mantuvo una sesión formal el 16 de mayo oponiéndose al mencionado artículo redacta una exposición de hechos para enviar a las Cortes de Madrid,  indicando «que era contrario a la ley de 25 de octubre de 1839 confirmatoria de los Fueros de Navarra y Provincias Vascongadas y a la especial y pactada de 16 de agosto de 1841». Esta redacción estuvo acompañada de numerosa documentación que servía de apoyo a su argumentación haciendo sendos envíos el 25 de mayo y el 19 de junio. Su iniciativa fue secundada por ayuntamientos y la prensa local. Como trasfondo económico a estos hechos políticos, estaba «la precaria situación económica» derivada de una «crisis agropecuaria» coyuntural que se sumaba a la deuda contraida por los ayuntamientos navarros a consecuencia de los «gastos de la última guerra» que había obligado «a tomar en préstamo grandes cantidades de dinero y a imponer contribuciones extraordinarias.» En la documentación aportada por la Diputación «se desprende que Navarra estaba atravesando una grave crisis económica.» Como destacan algunos autores «todos los partidos políticos navarros mostraron su rechazo al proyecto» logrando que diputados carlistas y liberales en Madrid «formaran un frente común con la Diputación.»
La representación enviada a Madrid para entrevistarse con Sagasta y Gamazo fracasó. El diario liberal El Eco de Navarra convocó a manifestaciones en las cinco cabeceras de merindad el 28 de mayo. Para el domingo siguiente se convocó otra gran manifestación en Pamplona.
En este clima se produjo también un episodio de revuelta armada, de dos días de duración, que se inició en la noche del 1 al 2 de junio, liderado por el sargento José López Zabalegui, jefe del destacamento del fuerte Infanta Isabel de Puente la Reina, con dos soldados más, además de dos vecinos de Obanos y otros dos de Puente la Reina. Al grito de «¡Vivan los fueros!» se dirigieron a Arraiza donde fueron detenidos por fuerzas de la Guardia Civil y el ejército. El sargento y los dos de Obanos consiguieron huir y llegar a la frontera francesa. Este hecho fue condenado por El Eco de Navarra describiéndolo como «acto de demencia ejecutado por siete ilusos», y la Diputación aseguró al gobernador civil Andrés García Gómez de la Serna de que se trataba de un episodio aislado, y que «unánimemente rechazan los procedimientos violentos».
El Gobierno, tras el altercado de Puente la Reina, no autorizó la manifestación para el 4 de junio de 1893. Sin embargo, se congregaron más de 20 000 personas, sin distinción de clases ni partidos políticos. La Corporación Foral, acompañada de «distinguidas personalidades de las provincias hermanas», fueron al Gobierno Civil, entonces situado en la Casa Alzugaray en el paseo de Sarasate, donde fueron recibidos por el gobernador García Gómez de la Serna. Fue la mayor manifestación que se había conocido en Navarra hasta la fecha. Desde la Diputación, a través de octavillas, se pidió «orden» y «actitud de unánime protesta contra el artículo 17 del proyecto de presupuestos. ¡Nada de gritos ni de alardes inconvenientes!». Sin embargo, desde la misma no sólo se reclamaba la reivindicación económica, como quedó reflejada en las consignas:
- Las de la Diputación: Paz y Fueros.
- El Círculo Carlista: Viva Navarra. Vivan los Fueros y Viva Navarra y sus Fueros.
- El Círculo Integrista: Fueros. Pacto Ley de 1841.
- Círculo Republicano: La autonomía es la vida de los pueblos.
- Ayuntamiento de Estella: Vivan las provincias Vasco-Navarras.

El Orfeón Pamplonés cantó el Gernikako arbola, para finalizar la protesta. Se reunieron en el Libro de Honor de los Navarros más de 120 000 firmas secundando la protesta –en una Navarra que contaba con unos 300 000 habitantes–, que se presentó a la regente María Cristina el 7 de junio.
No se consiguió la revocación de la iniciativa del ministro, ya que fue aprobada por las Cortes por 99 votos contra ocho –el de los navarros y el diputado por Morella–. La Corporación hubo de acudir a Madrid en 1894, requerida por el Gobierno para negociar. Estas negociaciones fracasaron. Ante lo cual, según refiere Echave Susaeta en El Partido Carlista y los Fueros la regente María Cristina consultó al general Martínez Campos por la posibilidad de intervenir, y esta fue la respuesta del general: 

Señora: Si se tratase de otra provincia, podíamos pensar en imponer la ley general, empleando la fuerza si fuere preciso; si se tratase de Navarra aisladamente, aún podíamos ir por ese camino, pero debemos comprender que Navarra tiene a su lado a las tres Vascongadas, y que si se apela a la fuerza contra aquella, harán causa común todos los vascos, y con ellos todos los carlistas de España, que provocarían un levantamiento en aquellas provincias para darle carácter general, y en tal caso se encadenará nuevamente la guerra civil.

Sin embargo, dado que el ministro Gamazo dimitió, por el alzamiento en Cuba, y que fue sustituido por Amós Salvador Rodrigáñez, esta ley no se llegó a aplicar. Este presentó otro proyecto en 1895 que no llegó a ser debatido en Cortes. 
La defensa foral fortaleció la unión con las otras tres provincias de régimen foral –Vizcaya, Álava y Guipúzcoa–, haciendo causa común, reactivando el lema «Laurak Bat» –unión de cuatro o cuatro en una–. Parte del pueblo, en opinión de Jimeno Jurío, a diferencia de la postura de la Diputación, dio un fuerte contenido político reivindicando la recuperación de la soberanía perdida en 1839, con la Ley de Confirmación de Fueros de 1839.

## Consecuencias: Monumento a los Fueros de Navarra
Para conmemorar este hecho muchos pueblos de Navarra pusieron a las calles y plazas más importantes el nombre de «Fueros».
En estas fechas Hermilio de Olóriz escribe la letra de un Himno a los Fueros y Felipe Gorriti compone la música. El 24 de septiembre de 1893 la Orquesta Santa Cecilia y el Orfeón Pamplonés lo estrenan.

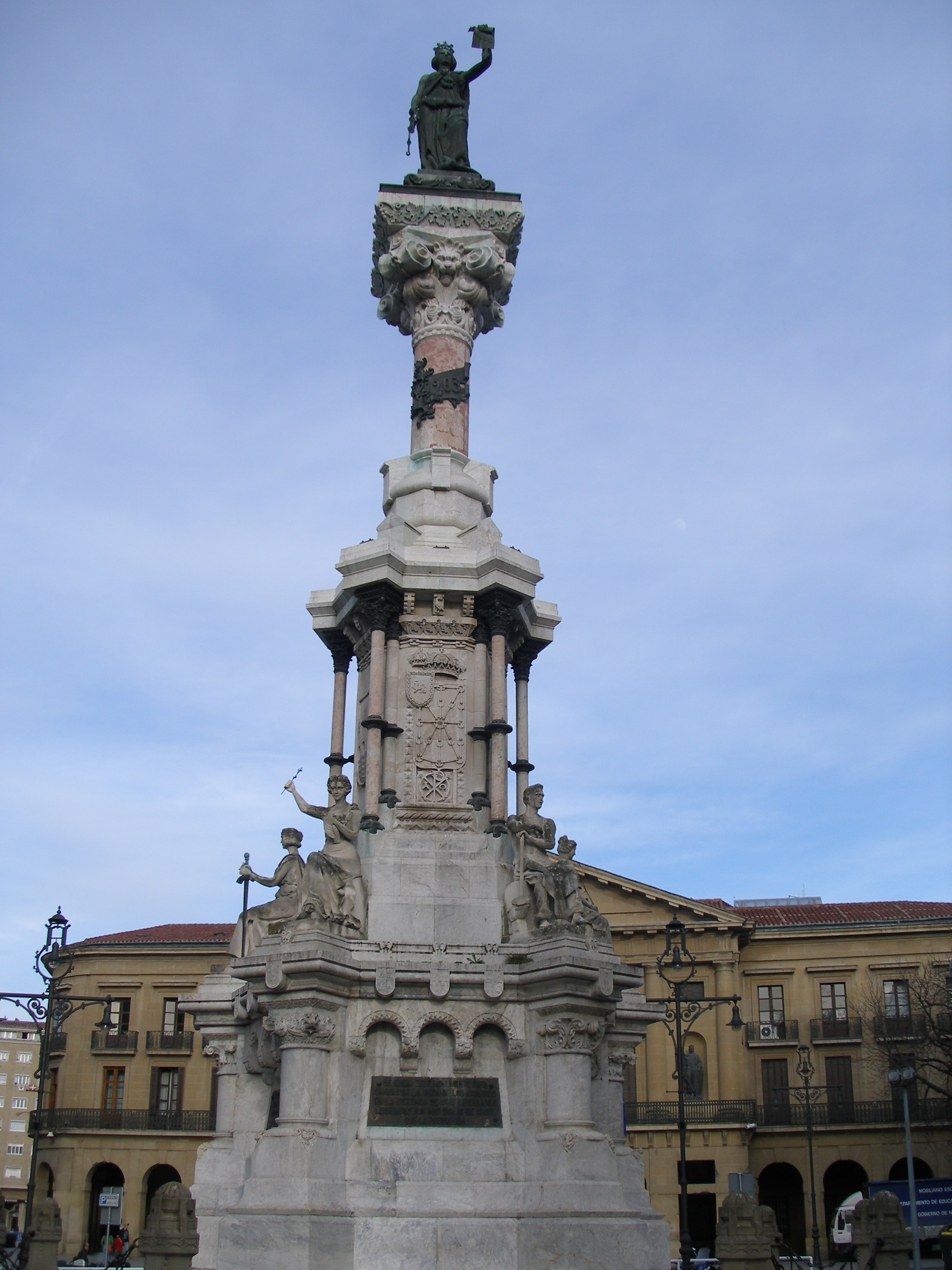
Monumento a los Fueros en Pamplona, realizado tras la Gamazada.

En Pamplona y por suscripción popular se levantó el Monumento a los Fueros, como símbolo de la libertad navarra, situándolo en frente del Palacio de la Diputación Foral de Navarra. Lo diseñó el arquitecto Manuel Martínez de Ubago, finalizando en 1903, no siendo nunca inaugurado por las diferencias suscitadas con varios diputados forales tras los textos de las inscripciones de su base que fueron elaborados por Hermilio de Olóriz, archivero y nacionalista. El contenido de las dos placas en vascuence se entendió que tenía un mensaje cargado de fuerte sesgo nacionalista vasco. La polémica que suscitó este hecho motivó que el monumento no se inaugurara oficialmente, a pesar de que ya se habían acuñado medallas conmemorativas para la ocasión.
La estatua, de 25 metros de altura, está dividida en tres cuerpos:
- Cuerpo inferior, de base pentagonal, cuyas cinco caras, simbolizan las cinco merindades de Navarra con varios pequeños escudos de pueblos y ciudades. Debajo hay cinco placas de bronce con las siguientes inscripciones:

Se erigió este monumento para simbolizar la unión de los navarros en la defensa de sus libertades, libertades aún más dignas de amar que la propia vida.

La incorporación de Navarra a la Corona de Castilla fue por vía de la unión principal, reteniendo cada reino su naturaleza antigua, así en leyes como en territorio y gobierno.

Juraban nuestros Reyes guardar y hacer guardar los Fueros sin quebrantamiento alguno, mejorándolos, y que toda transgresión a este juramento sería nula, de ninguna eficacia y valor.

En euskera:

Nosotros los vascos de hoy en homenaje y recordando a nuestros antepasados, nos hemos reunido aquí para demostrar que queremos conservar nuestra ley.

En euskera y escrita en caracteres de inspiración ibera:

Nosotros los vascos, no tenemos más señor que nuestro Dios; al extraño damos la bienvenida y hospitalidad, pero jamás soportaremos su yugo. Sabedlo vosotros, nuestros hijos.

- Cuerpo medio, hay cinco grandes esculturas alegóricas que simbolizan el trabajo, la paz, la justicia, la autonomía y la historia.

- Espacios intermedios, están los escudos de Navarra y las cinco merindades –Estella, Olite, Pamplona, Sangüesa y Tudela–.

- Cuerpo superior, se eleva una gran columna de mármol rojo con capitel blanco y aparece la fecha de construcción en 1903 y la estatua de bronce de cinco metros de altura , alegoría de Navarra, coronada en recuerdo a la historia como reino, que sostiene en la mano derecha un tramo de cadena rota, de la que forman el escudo de Navarra y en la mano izquierda la Ley Foral.